# هایمپتون
هایمپتون (به انگلیسی: Highampton) یک روستا و محله مدنی در بریتانیا است که در West Devon واقع شده‌است.